# Estocafix
L'estocafix és peix assecat (sovint bacallà) a l'aire lliure, sense salar, per a la seva conservació i consum posteriors. L'assecatge dels aliments és el mètode de conservació més antic conegut del món, i el peix sec té una vida útil de diversos anys. El mètode és barat i eficaç en climes adequats; la feina la pot fer el pescador i la família, i el producte resultant es transporta fàcilment al mercat.
El nom prové de l'stokfish (paraula d'origen frisi) dels països nòrdics, del qual la versió amb bacallà també es coneix com a peixopalo en català. El mot d'estoca o pal que forma part del nom d'aquest peix arreu del món ve del fet que en origen el peix, una vegada buidat de les entranyes i net, era empalat clavant el pal a terra i a l'aire lliure fins a la pèrdua total de líquid, acabant com una mòmia, i tan dur que semblava fusta.
Als països nòrdics, l'estocafix és assecat per l'aire fred i el vent sobre bastidors de fusta a la costa (que s'anomenen "hjell" a Noruega). Aquest peix assecat és el producte d'exportació més important de Noruega. L'estocafix es cura en un procés de fermentació on els bacteris adaptats al fred maduren el peix, de manera similar al procés de maduració del formatge. Al llarg dels segles, han anat evolucionant diverses variants de peix sec. La categoria de bacallà (fresc sec, no salat) es confon sovint amb el klippfisk, o bacallà salat, categoria on el peix es sala abans d'assecar-se. La salaó no va ser econòmicament factible fins al segle XVII, quan la sal barata del sud d'Europa va ser disponible per a les nacions marítimes del nord d'Europa.
Als Països Catalans, la cuina d'aquesta mena de peix antany era molt freqüent entre les classes humils. Avui, essent un gènere que requereix molta manipulació (i essent la mà d'obra el cost principal d'aquest gènere), resulta car en comparació amb altres articles. Encara que les receptes antigues no es practiquin, han quedat com a relíquies del passat unes quantes fórmules com el peixopalo i el niu: plat empordanès, especialment de Palafrugell, en el qual l'ingredient és peix fresc i salat-assecat amb les seves tripes també assecades.
L'estocafix és molt popular als països mediterranis catòlics, especialment a Itàlia, on s'anomena stoccafisso.